# 질량-광도 비율
천체물리학과 물리 우주론에서 질량-광도 비율(영어: Mass-to-light ratio, 주로 그리스 문자 ϒ로 표기)은 은하의 질량(공간 내의 질량이기 때문에 암흑물질을 포함하는 질량임)을 은하의 광도로 나눈 값이다. 이 비율은 태양을 기준으로 한 값인 ϒ☉ = 5133 kg/W의 배수로 표현된다.(태양질량(M☉)를 태양광도(L☉)로 나눈 값과 같다. = ⁠M☉/L☉⁠ ) 은하와 성단의 질량-광도 비율은 ϒ☉보다 크다. 이유는 공간상에 관측 가능한 물질 이외에도 암흑물질이 존재하기 때문이다.
광도는 측광을 통해서 얻어지며, 거리 보정 및 소광 보정을 거쳐 구한다. 그리고 광도는 복사 보정을 통해 복사 등급으로 나타내야 한다.
질량은 주로 비리얼 정리를 적용하거나 중력렌즈 효과를 통해 구한다. 대부분의 은하는 2에서 10 ϒ☉의 비율을 가진다. ΛCDM 모형에서 관측 가능한 우주의 질량-광도 비율은 거의 100 ϒ☉로 여겨진다.